# Егоров, Константин Яковлевич
Константин Яковлевич Егоров (23.02.1924 — 10.09.2004) — советский инженер, лауреат Государственной премии СССР 1970 года.
Родился в д. Отяевка, ныне Кольчугинский район Владимирской области.
В 1942—1944 гг. служил в армии, участник Великой Отечественной войны (256 гв. сп 56 гв. сд), старший лейтенант.
В 1949 г. окончил Московский институт цветных металлов и золота.
С 1949 по 1986 год работал в г. Электросталь на заводе № 12 (МСЗ «Элемаш»), с 1965 года главный инженер.
В 1970 году за организацию и освоение производства ТВЭЛ и ТВС для Белоярской АЭС присвоено звание лауреата Государственной премии СССР (в составе коллектива).
Награждён орденом Отечественной войны II степени (06.04.1985).
Автор воспоминаний:
- Егоров К. Я., Межуев В. А. Завод № 12 — Машиностроительный завод // Ядерная индустрия России: сб. статей. — 2000. — С. 248—263.
- Егоров К. Я., Верховых П. М. Завод № 12 и его вклад в решение проблем по созданию ядерной индустрии. // Создание первой советской ядерной бомбы. — 1995.